# Centropogon pamplonensis
Centropogon pamplonensis är en klockväxtart som beskrevs av Franz Elfried Wimmer. Centropogon pamplonensis ingår i släktet Centropogon och familjen klockväxter. Inga underarter finns listade i Catalogue of Life.